# 浦戸諸島

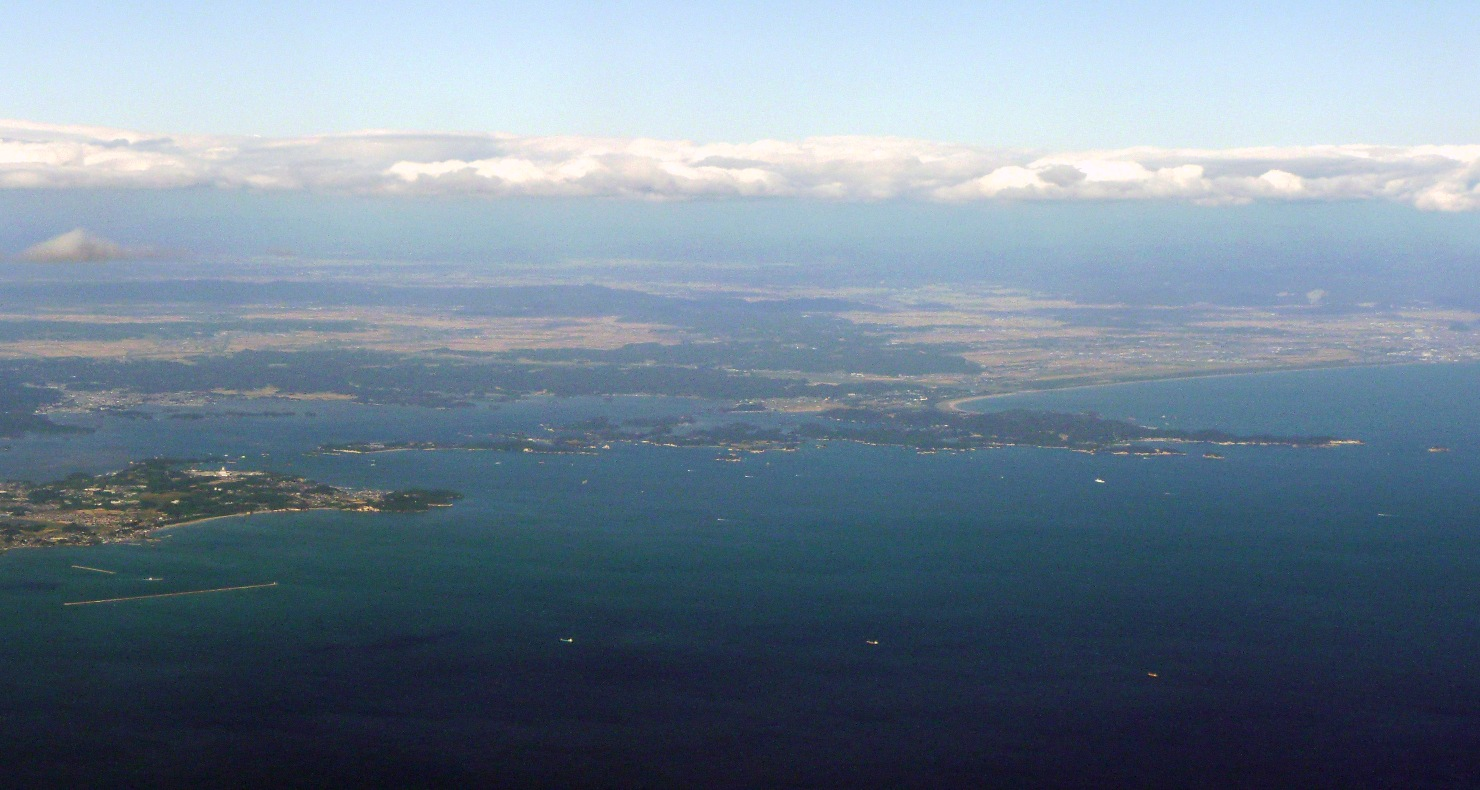
松島湾の湾口部の空撮。写真中央部に見えるのが浦戸諸島。（2009年10月）

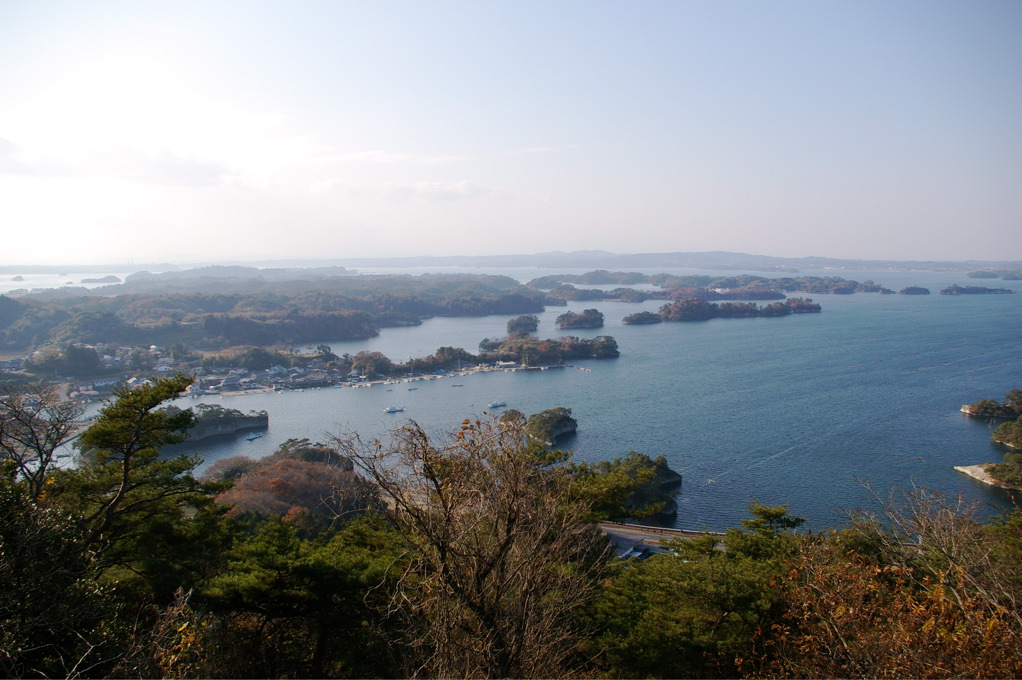
宮戸島の大高森から浦戸諸島方面の眺望。松島四大観のひとつで「壮観」と呼ばれる。

浦戸諸島（うらとしょとう）は、宮城県の松島湾の湾口部にある島嶼群である。松島湾南部の七ヶ浜と松島湾東部の宮戸島の中間に位置し、桂島（かつらしま、北緯38度20分0.6秒 東経141度5分50.6秒）、野々島（ののしま、北緯38度20分15秒 東経141度6分41.2秒）、寒風沢島（さぶさわじま、北緯38度19分59.9秒 東経141度7分27.4秒）、朴島（ほうじま、北緯38度21分2.5秒 東経141度7分26.4秒）の有人島と、馬放島、大森島など多くの無人島からなる。
ほとんど島々は塩竈市に属するが、諸島西端の馬放島、地蔵島などは宮城郡七ヶ浜町に属する。松島浦の戸口にあることから、浦戸と呼ばれた。

## 島々
桂島
野々島
寒風沢島
朴島

## 島々の生活
- 学校 - 野々島に浦戸第二小学校および浦戸中学校がある。かつては、桂島に旧浦戸第二小学校、寒風沢島に旧浦戸第一小学校があった。統合されて野々島に移転したが、浦戸諸島唯一の小学校にもかかわらず浦戸第二小学校である。
- 商店 - 桂島、野々島、寒風沢島にある。その他、移動販売船が日によって島々を巡回している[2]。
- 郵便局 - 桂島の石浜に浦戸郵便局があり、ATMが設置されている。郵便物や荷物の集配業務は、併設の郵便事業仙台東支店浦戸集配センターが担当する。
- 医療 - 野々島に浦戸診療所がある。急患は、塩釜地区消防事務組合消防本部の消防艇「さくら」により搬送される。
- 電話 - 本土と同様に使える。NTT東日本宮城支店塩釜ビルから野々島の浦戸無線中継所（浦戸収容局）まで無線伝送し、そこから有線回線で4島にサービスしている。市内局番は369-2xxx（ISDN専用局番は361-2xxx）となる。携帯電話については、桂島に基地局があり、ほぼ全島で良好に電波を受信できる。
- 放送 - 宮城県で放送されている全てのテレビ･ラジオ放送局の電波が問題なく受信できる。
- 民宿 - 桂島の桂島地区に民宿8軒ペンション2軒、桂島の石浜地区に民宿4軒、寒風沢島に民宿6軒。

## 交通
塩釜港と各島の間を、塩竈市営汽船が1日6、7往復、運航している。運行経路は、塩竈観光桟橋（マリンゲート塩釜）、桂島、野々島、石浜（桂島の東側）、寒風沢島、朴島である。運航船舶は「しおじ（64トン）」の鋼船1隻と、「うらと（19トン）」、「しおね（19トン）」のFRP船2隻である。いずれも貨客船で旅客も貨物も扱っているが、船舶により積載量が異なることから、テレビ受像機、冷蔵庫、大型漁具等の大型荷物の輸送については、事前の問い合わせが必要である。
塩竈市営汽船の他に、桂島 - 野々島間、野々島 - 寒風沢島間には無料の渡船がある。日中に船員が詰めており、旗や電話による合図を受けて利用できる。また、水上タクシー「あっしぃ～君」「八千代丸」があり、電話連絡の上、随時利用できる。